# X-27 (航空機)

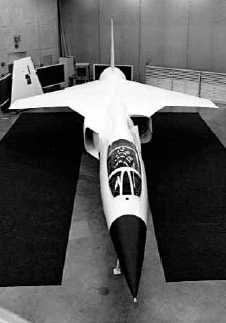
X-27のモックアップ

X-27はアメリカ合衆国のロッキード社が開発していた戦闘機。実機は製作されず、モックアップのみが製作された。当機は厳密には実験機ではなく、売込みが難航していたF-104の発展型CL-1200 ランサー(Lancer)の開発資金を、実験機名目で政府・軍から調達しようと目論んだ物であり、X-27の公式名称は与えられたものの、結局資金の支出はなく計画中止となった。

## CL-1200
1960年代後半、ロッキード社はNATO諸国や日本の航空自衛隊に対して自社製F-104Gの後継機として、F-104をベースに改良したCL-1200ランサーを提案していた。CL-1200はレーダーFCSの換装によりスパロー空対空ミサイルの運用を可能にし、胴体延長による燃料搭載量の増加、エンジンをTF-30ターボファンに換装、主翼を肩翼化・大型化した上水平尾翼を通常配置にして運動性を向上させている。しかし、依然胴体が細い為レーダーFCSの性能向上に限界があり、外部搭載が少ない欠点も残っていた為NATO諸国空軍もCL-1200に興味を示さず資金難に陥ってしまった。航空自衛隊でも第2次F-Xの候補となったが、F-4EJに敗れ採用には至らなかった。イタリア空軍のみロッキード社の提案に興味を示し、改装型のF-104Sとして採用されたが、レーダーFCSの換装以外には小規模な改装に留まり、CL-1200のような大規模改装は行われなかった。
スカンクワークスのケリー・ジョンソンは状況を打破する為に政治力と人脈を駆使して政府の後援を得ようとしたが、1971年3月にX-27の名称が与えられただけで資金は調達できなかった。その後も海外供与機の審査やLWFに応募したものの、いずれもペーパープランに終わった。

## 計画値
- 乗員:1名
- 全幅:8.74 m
- 全長:17.17 m
- 全高:4.98 m
- 翼面積:28.89 m2
- 重量:7,825 kg
- 全備重量:14,742 kg
- 発動機:P&W TF-30-PF-100 ターボファン 推力11,340 kg
- 燃料:4,120 kg + 増槽2,150 kg
- 最高速度:2,334 km/h
- 実用上昇限度:18,300 m
- 航続距離:3,380 km